# الجزولی دفع الله
الجزولی دفع الله (عربی: الجزولي دفع الله؛ زادهٔ دسامبر ۱۹۳۵) سیاستمدار، و پزشک اهل سودان است. وی از ۲۲ آوریل ۱۹۸۵ تا ۶ مه ۱۹۸۶ نخست‌وزیر سودان بود.